# 1961 في الجزائر

فيما يلي قوائم الأحداث التي وقعت خلال عام 1961 في الجزائر.

## الحكم
- .الاحتلال الفرنسي
- 1 يناير – رئيس الحكومة الجزائرية المؤقتة الثانية: فرحات عباس.
- 27 أغسطس – الحكومة الجزائرية المؤقتة الثالثة: بن يوسف بن خد

## الأحداث
- 3 يناير - افتتاح القمة الأفريقية بالدار البيضاء (المغرب) القضية الجزائرية محل نقاش.
- 8 يناير– دعوة الشعب الفرنسي وأهالي المستعمرات للاستفتاء حول تقرير المصير في الجزائر.
- 21 أبريل – بداية الانقلاب الفاشل للإطاحة بـالرئيس الفرنسي شارل ديجول في الجزائر تحت الاحتلال الفرنسي من تنظيم جنرالات الجيش الفرنسي
- 27 أغسطس – تشكيل الحكومة المؤقتة الثالثة تحت رئاسة بن يوسف بن خدة
- 17 أكتوبر – وقوع مابين 40 إلى 200 حالة وفاة في صفوف المهاجرين الجزائريين فيما يعرف بمجزرة باريس.
- نوفمبر– تأسيس جامعة وهران كملحقة بجامعة الجزائر.

## كتب
– تأملات للكاتب والمفكر الجزائري مالك بن نبي

## رياضة
- 17 مايو – تأسيس نادي شباب تموشنت نادي كرة القدم جزائري

## مواليد
- 30 يناير – كمال مسعودي مغني وموسيقي جزائري في فن الشعبي
- 23 أبريل – فلة الجزائرية مغنية جزائرية.
- 23 مايو – فضيل مغارية لاعب كرة قدم جزائري دولي سابق

## وفيات
- 6 ديسمبر – فرانز عمر فانون (مواليد 1925) طبيب نفسانيّ وفيلسوف اجتماعي.
- 9 فبراير – علي سوايعي (مواليد 1932) مجاهد جزائري قائد الولاية الأولى التاريخية أثناء ثورة التحرير الجزائرية من أبريل 1960 إلى غاية مقتله (28 سنة).